# Nassim Oussalah
Nassim Oussalah, né le 8 octobre 1981 à Béjaïa, dans la région de Kabylie, en Algérie, est un footballeur algérien. Il est d'abord repéré par le MO Béjaïa.

## Biographie
Cet attaquant formé au MO Béjaïa, a signé à la JS Kabylie en juin 2005 où il devient latéral gauche (l'un des meilleurs d'Algérie).

## Carrière
- 2004-2005 : MO Béjaïa  Algérie
- juin 2005-2011 : JS Kabylie  Algérie

## Palmarès
- Champion d'Algérie avec la JS Kabylie en 2006 et 2008
- Champion d'Algérie catégorie Junior avec le MO Béjaïa en 2000
- Meilleur jeune espoir de l'Est en 2000
- Deuxième meilleur buteur du championnat avec 13 réalisations lors de la saison 2001-2002
- Élu meilleur espoir de la région de Béjaïa, honoré par la radio locale Radio Soummam 2003